# لمريان (بني فراسن)
لمريان هو دُوَّار يقع بجماعة بني فراسن، إقليم تازة، جهة فاس مكناس في المملكة المغربية. ينتمي الدوّار لمشيخة بني فراسن التي تضم 14 دوار. يقدر عدد سكانه بـ 435 نسمة حسب الإحصاء الرسمي للسكان والسكنى لسنة 2004.

## روابط خارجية
- البوابة الوطنية للجماعات الترابية نسخة محفوظة 12 مارس 2018 على موقع واي باك مشين.
- المندوبية السامية للتخطيط